# Halowe Mistrzostwa Świata w Lekkoatletyce 2025 – sztafeta 4 × 400 m kobiet
Sztafeta 4 × 400 metrów kobiet – jedna z konkurencji biegowych rozgrywanych podczas halowych lekkoatletycznych mistrzostw świata w Nanjing’s Cube w Nankinie.
Tytułu mistrzowskiego z 2024 nie broniły Holenderki.

## Terminarz
Źródło: worldathletics.org.
| Data     | Godzina |       |
| -------- | ------- | ----- |
| 23 marca | 21:21   | Finał |

## Rekordy
W poniższej tabeli przedstawiono (według stanu przed rozpoczęciem mistrzostw) rekord świata, rekord halowych mistrzostw świata, rekordy kontynentów oraz najlepszy wynik na listach światowych w 2025.
|                                   | Reprezentacja                                                                          | Wynik   | Miejsce    | Data                  |
| --------------------------------- | -------------------------------------------------------------------------------------- | ------- | ---------- | --------------------- |
| Rekord świata                     | Rosja · (Olesia Forszewa, Olga Zajcewa, Olga Kotlarowa, Julija Guszczina)              | 3:23,37 | Glasgow    | 28 stycznia 2006(dts) |
| Rekord halowych mistrzostw świata | Stany Zjednoczone · (Quanera Hayes, Georganne Moline, Shakima Wimbley, Courtney Okolo) | 3:23,85 | Birmingham | 4 marca 2018(dts)     |
| Rekord Afryki                     | Nigeria · (Omolara Omotoso, Patience George, Bukola Abogunloko, Folashade Abugan)      | 3:29,67 | Sopot      | 8 marca 2014(dts)     |
| Rekord Ameryki Południowej        | Boliwia · (Lucía Sotomayor, Mariana Arce, Tania Guasace, Cecilia Gómez)                | 3:47,37 | Cochabamba | 20 lutego 2022(dts)   |
| Rekord Ameryki Północnej          | Stany Zjednoczone · (Quanera Hayes, Georganne Moline, Shakima Wimbley, Courtney Okolo) | 3:23,85 | Birmingham | 4 marca 2018(dts)     |
| Rekord Australii i Oceanii        | Australia · (Susan Andrews, Tania Van Heer, Tamsyn Lewis, Cathy Freeman)               | 3:26,87 | Maebashi   | 7 marca 1993(dts)     |
| Rekord Azji                       | Bahrajn · (Salwa Eid Naser, Aminat Jamal, Iman Essa Jasim, Kemi Adekoya)               | 3:35,07 | Athlone    | 18 lutego 2015(dts)   |
| Rekord Europy                     | Rosja · (Olesia Forszewa, Olga Zajcewa, Olga Kotlarowa, Julija Guszczina)              | 3:23,37 | Glasgow    | 28 stycznia 2006(dts) |
| Listy światowe                    | Holandia · (Lieke Klaver, Nina Franke, Cathelijn Peeters, Femke Bol)                   | 3:24,34 | Apeldoorn  | 9 marca 2025(dts)     |

## Wyniki

### Finał
Źródło: worldathletics.org.
| Pozycja | Tor | Reprezentacja     | Zawodniczki                                                               | Czas    | Uwagi |
| ------- | --- | ----------------- | ------------------------------------------------------------------------- | ------- | ----- |
| 01 !    | 5   | Stany Zjednoczone | Quanera Hayes, Bailey Lear, Rosey Effiong, Alexis Holmes                  | 3:27,45 |       |
| 02 !    | 6   | Polska            | Justyna Święty-Ersetic, Aleksandra Formella, Anastazja Kuś, Anna Gryc     | 3:32,05 | SB    |
| 03 !    | 4   | Australia         | Ellie Beer, Ella Connolly, Bella Pasquali, Jemma Pollard                  | 3:32,65 | SB    |
| 4.      | 3   | Chiny             | Yan Hailing, Li Fengdan, Zuo Siyu, Liu Yinglan                            | 3:38,56 | SB    |
| 5.      | 2   | Sri Lanka         | Harshani Fernando, Jayeshi Uththara, Nadeesha Ramanayake, Lakshima Mendis | 3:40,62 |       |